# Afrocloetus gibbosus
Afrocloetus gibbosus är en skalbaggsart som beskrevs av Rudolph Petrovitz 1968. Afrocloetus gibbosus ingår i släktet Afrocloetus och familjen Hybosoridae. Inga underarter finns listade i Catalogue of Life.